# Aciachne
Aciachne,  maleni biljni rod iz porodice trava (Poaceae) raširen od Kostarike po Južnoj Americi na jug do Argentine. Priznate su tri vrste; trajnice i polugrmovi

## Vrste
1. Aciachne acicularis Laegaard
2. Aciachne flagellifera Laegaard
3. Aciachne pulvinata Benth.